# Henry Baudin

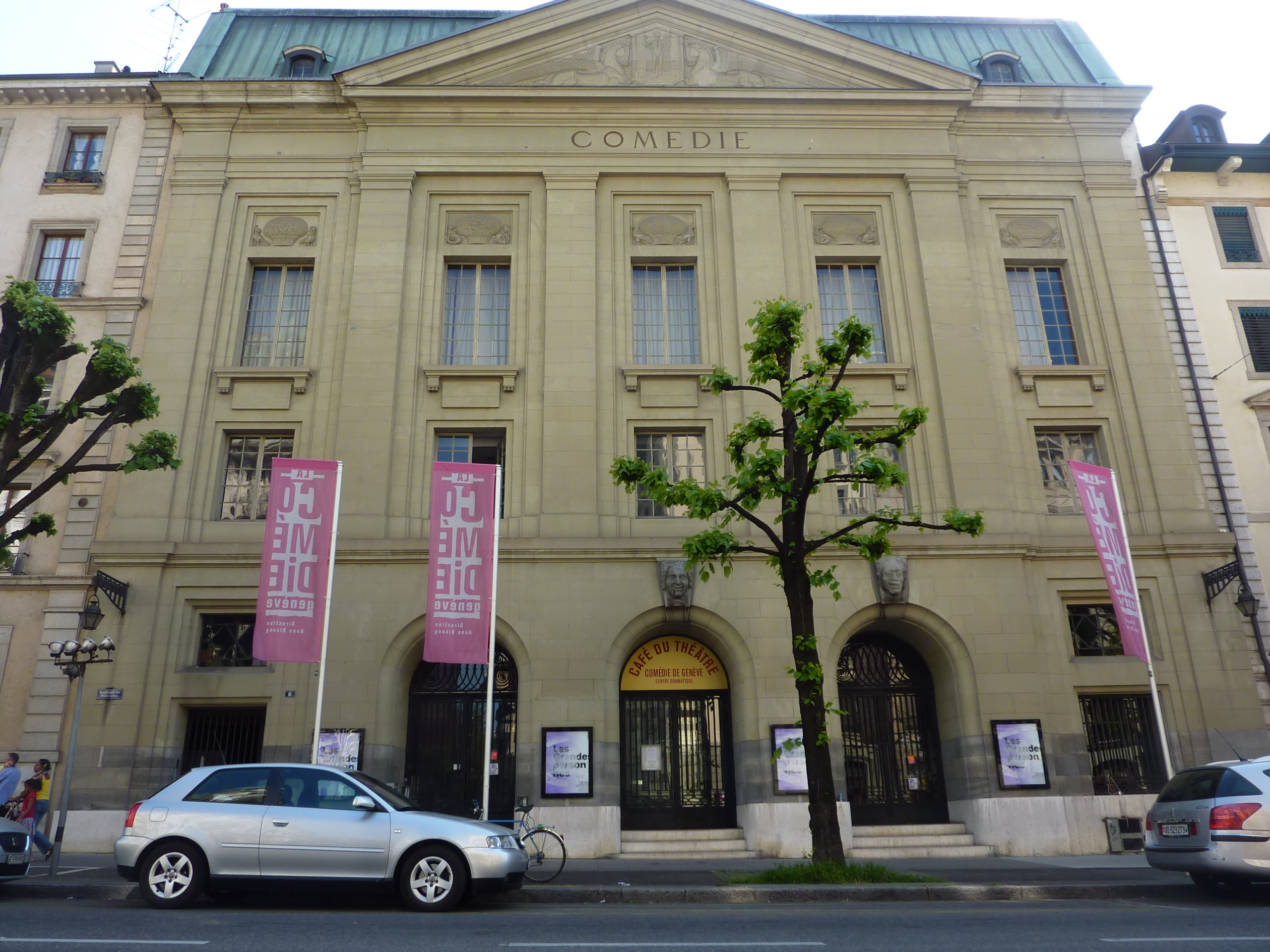
Théâtre de la Comédie, Genf, 1913

Henry Baudin (* 31. Januar 1876 in Genf; † 30. Oktober 1929 ebenda) war ein Schweizer Architekt und Architekturpublizist. Er wurde vor allem durch seinen katalogartigen Band zu den Villen und Landhäusern der Schweiz als Propagandist des Heimatstil bekannt.

## Leben und Werk
Nach einer Lehre im Architekturbüro von Louis Sautter, Studien an der École des beaux-arts de Genève und Praktika bei Grosset und Golay und bei Marc Camoletti führte Baudin einige Häuser in Vororten aus und nahm an Wettbewerben teil. 1901 gewann er zusammen mit Dufour  den Wettbewerb für die Primarschule in Moutier, und erhielt 1905 den Auftrag für den Bau der Primarschule in Nyon. Sein bekanntester Bau ist das Théâtre de la Comédie von 1913. 1919 bis 1928 lehrte er an der École des beaux-arts in Genf.

## Werkliste

### Schriften
- La maison familiale à bon marché, Genf 1904
- Les constructions scolaires en Suisse, Genf 1907
- Villas et maisons de campagnes en Suisse, Genf 1909

### Bauten und Projekte
- Primarschule, Moutier, 1901
- Primarschule für Jungen, Nyon, 1904
- Théâtre de la Comédie, Genf, 1913